# Xanterriaria mediocris
Xanterriaria mediocris är en insektsart som först beskrevs av Sjöstedt 1921.  Xanterriaria mediocris ingår i släktet Xanterriaria och familjen gräshoppor. Inga underarter finns listade i Catalogue of Life.